# Le Gaucho (film, 1964)
Pour les articles homonymes, voir Le Gaucho.
Pour plus de détails, voir Fiche technique et Distribution.
Le Gaucho (Il gaucho) est une comédie italienne réalisée par Dino Risi, sortie en 1964. Elle a été co-produite par Clemente Lococo, une société de production argentine où il a été distribué sous le titre Un italiano en la Argentina. Pour son rôle dans ce film, Nino Manfredi a remporté la Grolla d'oro du meilleur acteur.

## Synopsis
Marco Ravicchio, responsable des relations publiques d'une modeste société de production cinématographique italienne, part pour Buenos Aires pour présenter un film lors d'un festival. Il est accompagné d'un scénariste vorace et sordide, deux actrices sans talent à la recherche de publicité et une troisième actrice, Luciana, qui n'est plus très jeune et qui espère trouver un mari argentin fortuné. A Buenos Aires, le groupe est importuné par un riche émigrant italien, l'ingénieur Marucchelli, qui a fait de la nostalgie son passe-temps favori. Marco n'obtient pas de le prêt de son ami Stefano, émigré des années auparavant et demande l'argent à l'ingénieur Marucchelli qui ne lui donne que des belles paroles. A la fin du festival, le groupe retourne en Italie avec un peu d'expérience et beaucoup déception.

## Fiche technique
- Titre français : Le Gaucho[5]
- Titre original : Il gaucho
- Réalisation : Dino Risi
- Sujet : Ruggero Maccari, Ettore Scola, Tullio Pinelli, Dino Risi
- Scénario : Ruggero Maccari, Tullio Pinelli, Dino Risi, Ettore Scola
- Photographie : Alfio Contini
- Montage : Marcello Malvestito
- Producteur : Mario Cecchi Gori
- Sociétés de distribution : (Italie) Titanus, Columbia Pictures
- Musique : Chico Novarro, Armando Trovajoli
- Décors : Ugo Pericoli
- Pays d'origine :  Italie et  Argentine
- Langue de tournage : italien
- Format : Noir et blanc
- Genre : Comédie
- Durée : 110 min
- Date de sortie :
  - Italie : 18 septembre 1964 (Milan)
  - Argentine : 25 mars 1965
  - France : 18 juin 1965[5]

## Distribution
- Vittorio Gassman : Marco Ravicchio
- Nino Manfredi : Stefano
- Amedeo Nazzari : ingénieur Maruchelli
- Silvana Pampanini : Luciana
- Maria Grazia Buccella : Mara
- Nando Angelini : Aldo
- Maria Fiore : Maria
- Annie Gorassini : Lorella
- Umberto D'Orsi : Pertini, le producteur
- Francesco Mulè : Fiorini
- Jorgelina Aranda : Italia Marucchelli